# Ranskill
Ranskill is een civil parish in het bestuurlijke gebied Bassetlaw, in het Engelse graafschap Nottinghamshire met 1362 inwoners.